# حرمان النوم في مرحلة الدراسات العليا

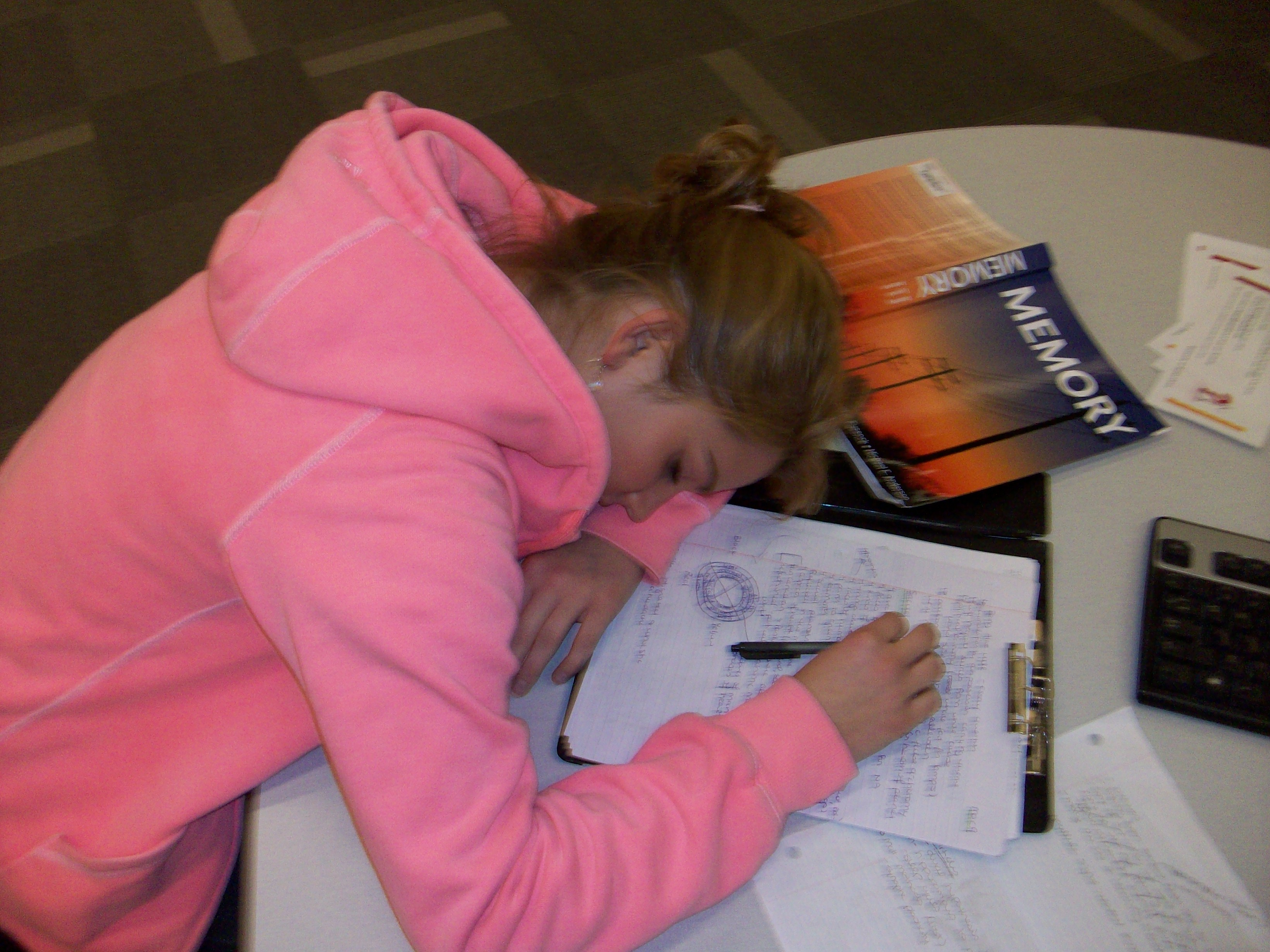
مثال نموذجي لطالبة جامعية محرومة من النوم وغير قادرة على التركيز في دراستها ، مما يسبب إلى ضعف التعلم وانخفاض الأداء الأكاديمي

الحرمان من النوم - حالة عدم الحصول على قسط كافٍ من النوم - هو مشكلة صحية شائعة لطلاب التعليم العالي. هذه المشكلة لها العديد من الاثار السلبية على الطالب، ولكن هناك بعض النصائح والعادات المفيدة التي يمكن للطلاب إتباعها لمعالجة هذه المشكلة وتقليل اثارها السلبية. في المتوسط، يحصل طلاب الجامعة على 6 إلى 6.9 ساعات من النوم كل ليلة. بنا وفقًا لقسم التشخيص بجامعة ستانفورد، فإن 68٪ من طلاب الجامعات لا يحصلون على النوم الذي يحتاجونه.ءً على علاج اضطرابات النوم، فإن كمية النوم الموصى بها اللازمة لطلاب الجامعات هي حوالي 8 ساعات. من الأسباب الرئيسية للحرمان من النوم وقلته عدم اتباع عادات النوم الصحي، وتركيبة جسم الانسان، واستخدام التكنولوجيا، واستخدام الأدوية. من الآثار السلبية لحرمان وقلة نوم الطالب انخفاض المعدل والمستوى الدراسي وضعف ذاكرته وتركيزه خلال اليوم. علاوة على ذلك، من أكبر المؤثرات على معدل نوم الطالب الصحة العقلية وسلامتها.حيث من الممكن ان يواجه الطلاب الاكتئاب والقلق وصعوبة الحفاظ على علاقاتهم بسبب الاضطرابات العقلية الناتجة من حرمان وقلة النوم. هناك العديد من الحلول الممكنة لمكافحة الحرمان من النوم بما في ذلك تحسين بيئة غرفة النوم وتقليل التعرض للضوء الأزرق وأخذ قيلولة خلال اليوم.

## الأسباب

### عادات النوم الصحي
تعتبر العادات السيئة أحد الأسباب التي تجعل طلاب الجامعات يعانون من الحرمان من النوم. تُعرَّف عادات النوم على أنها عادات أو ممارسات تسمح بنوم صحي بشكل يومي. تشمل عادات النوم الجيدة الحفاظ على جدول نوم ثابت، وبيئة نوم هادئة، وتجنب استهلاك الكافيين بعد الغداء، وتقليل استهلاك الكحول قبل النوم.

### التقنيات والتكنولوجيا
يمكن أن يؤثر استخدام التكنولوجيا قبل النوم على معدل نوم الطالب. حيث يوقف الضوء الأزرق المنبعث من شاشات الهواتف المحمولة وأجهزة الكمبيوتر والأجهزة الأخرى إنتاج الميلاتونين. الميلاتونين هو هرمون يتحكم بالساعة البيولوجية في جسم الإنسان وبالتالي يتحكمل في دورة النوم والاستيقاظ. هذا الانخفاض في كمية الميلاتونين المنتجة يجعل من الصعب عليك النوم والراحة. أجرت مؤسسة النوم الوطنية استطلاعًا في عام 2011 وأفادت بأن ما يقرب من 90٪ من الأمريكيين استخدموا التكنولوجيا في الساعة التي تسبق النوم. وأشار الاستطلاع إلى أن الشباب والمراهقين كانوا أكثر عرضة لاستخدام الهواتف المحمولة وأجهزة الكمبيوتر وأجهزة ألعاب الفيديو مقارنة بالبالغين الآخرين. علاوة على ذلك، أفاد 22٪ من المشاركين أنهم ينامون مع رنين هواتفهم المحمولة في غرفة نومهم، وأفاد 10٪ أنهم استيقظوا في بضع ليالٍ على الأقل في الأسبوع بسبب رنين هواتفهم المحمولة. من بين أولئك الذين يستخدمون رنين الهاتف الخلوي، فإن إيقاظهم على هاتفهم الخلوي كان مرتبطًا بصعوبة النوم.
وفقًا لإليزابيث ب. دودل وبريان كيو كلايتون، كان أداء طلاب الجامعات المحرومين من النوم أسوأ بكثير من أقرانهم الذين حصلوا على قسط كافٍ من النوم في المهارات المعرفية. علاوة على ذلك، لم يدرك الطلاب المحرومون من النوم بمدى تأثير الحرمان من النوم سلبًا على قدرتهم على إكمال المهام المعرفية. أظهرت الأبحاث أن الأفراد الذين يستخدمون التكنولوجيا المفرطة في غرفة النوم لديهم أوقات نوم متأخرة ويميلون إلى النوم في وقت متأخر من الصباح. الاعتماد على التكنولوجيا في غرفة النوم، والتي يجب أن ترتبط بالنوم فقط، يخلق صعوبة في الفصل بين أنشطة الاستيقاظ والنوم. عند قياس مقدار النوم خلال الأسبوع مقارنة بعطلة نهاية الأسبوع، كان الطلاب الذين لديهم أربعة أجهزة تكنولوجية أو أكثر في غرفة نومهم ينامون أقل بكثير مقارنة بأولئك الذين لديهم ثلاثة أجهزة أو أقل. نظرًا لأن العديد من الطلاب لا يستخدمون وضع عدم الإزعاج أو إسكات هواتفهم ليلاً، فإن كل إشعار وتنبيه من هواتفهم يعطل جودة ومدة نومهم.

### تركيبة جسم الإنسان
أظهرت العديد من الدراسات الحديثة أن المراهقين يخضعون لتغيير في الدورة اليومية الخاصة بهم والتي تحول أوقات النوم في وقت لاحق من الليل. يبدو أن هذا التغيير يحدث خلال فترة البلوغ، ويمتد إلى مرحلة البلوغ. يتعارض التأخير في دورات النوم مع جداول الصباح الباكر المنظمة للطلاب بسبب الفصول المبكرة أو العمل؛ وبالتالي، يتم تقليل إجمالي وقت النوم بشكل كبير. كان هناك دفع في العديد من الأنظمة التعليمية لوقت بدء لاحق للمساعدة في زيادة الوقت المتاح للنوم لدى المراهقين بسبب هذه التغييرات البيولوجية.

### جدولة الكلية وأنشطتها
العديد من طلاب الجامعات لديهم جداول دراسية متغيرة من يوم إلى يوم والتي تغير الجدول اليومي للفرد. بالإضافة إلى ذلك، تقدم العديد من الجامعات أنشطة اجتماعية في وقت متأخر من الليل يمكن أن تبدأ في وقت متأخر قد تصل إلى الساعة 10 مساءً. هذه الأنشطة ضرورية ومهمة لطلاب الجامعات لأنها تسمح بالتنشئة الاجتماعية والترابط مع بعضهم البعض، مما قد يعزز ويحسن مزاج المرء والطالب. وبالمثل، فإن العديد من منظمات الأخوة والجمعيات النسائية في حرم الجامعات تعقد الأحداث وجمع التبرعات التي تحدث غالبًا في وقت متأخر وطوال الليل وهي التزامات إلزامية بالنسبة للبعض. قد يؤدي الاضطرار إلى العمل في حدث في منتصف الليل إلى تعطيل جدول نوم الشخص طوال اليوم وربما في اليوم التالي. 

### المخدرات

#### مادة الكافيين
أظهرت دراسة من جامعة كنتاكي أن أكثر من 78٪ من الطلاب الجدد في الكلية يستهلكون أكثر من الكمية الموصى بها من الكافيين يوميًا. في دراسة من مركز النوم والأبحاث في مستشفى هنري فورد وكلية الطب واين ستيت، اكتشفوا أن تناول الكافيين في غضون ست ساعات قبل وقت النوم يمكن أن يعطل النوم بشكل كبير. المشاركون في هذه الدراسة الذين تناولوا الكافيين قبل النوم مباشرة، وقبل النوم بثلاث ساعات، وقبل النوم بست ساعات، عانوا من عدم الاكتفاء من مدة النوم، وعدم الاسترخاء التام خلال النوم، بالتالي قضوا معظم الليل مستيقظين.

#### اديرال
اديرال دواء يؤثر على الجهاز العصبي المركزي ويوصف للأفراد الذين يعانون من اضطراب نقص الانتباه وفرط الحركة (ADHD) و / أو الخدار. يسيء طلاب الجامعات استخدام هذا الدواء بشكل شائع باعتباره «عقارًا للدراسة»، على الرغم من أن الأبحاث تشير إلى أن المنشطات تعمل على تصحيح النواقص بدلاً من تحسين الأداء. الأديرال مادة يسيء استخدامها بشكل كبير بين الطلاب في التعليم العالي لأنها تمنع إعادة امتصاص الدوبامين، مما يسمح لطلاب الجامعات بالبقاء مستيقظين طوال النهار أو الليل والبقاء في حالة تأهب ونشاط. آثار استخدام هذا الدواء السلبية هي الإرهاق وتراكم «ديون النوم». علاوة على ذلك، يمكن أن يؤدي الاستخدام المتكرر للأديرال أثناء النهار والليل إلى الحرمان من النوم والأرق.

#### كحول
من المرجح بشكل متزايد أن يواجه طلاب الجامعات الذين يستهلكون كميات معتدلة إلى كميات خطرة من الكحول جودة نوم أقل. أظهرت دراسة نُشرت في مجلة Behavioral Sleep Medicine أن تناول الكحول بشكل كبير يمكن أن يؤدي إلى «انخفاض مدة النوم، وزيادة عدم انتظام مواعيد النوم، وتأخير وقت النوم، والنوم الزائد في عطلة نهاية الأسبوع، والضعف المرتبط بالنوم». علاوة على ذلك، قد تؤدي زيادة استهلاك الكحول إلى نوم الطالب بشكل أسرع، لكن الطالب سيواجه اضطرابًا في النوم. يقلل تعاطي الكحول من نوم حركة العين السريعة، لذلك يمكن للطالب الذي يشرب الكحول أن ينام لمدة 7-8 ساعات عادية، لكن جودة النوم ستكون أقل من الطالب الذي لم يستهلك أي كحول خلال يومه.

## تأثيرات

### جسدي - بدني

#### النعاس
يسبب الحرمان من النوم النعاس، والذي يمكن أن يؤثر على الطلاب في التعليم العالي. يمكن أن يؤثر النعاس على الطلاب في فصولهم وخلال محاضراتهم وقد يشكل خطرًا على أولئك الذين يتنقلون بالسيارة إلى حرم جامعتهم. يتنقل العديد من الطلاب بالسيارة إلى فصولهم الدراسية من منازلهم؛ في جامعة ولاية أوهايو، يتنقل ما يقرب من 30٪ من الطلاب.  الأفراد الذين ينامون أقل من 6 ساعات هم الأكثر عرضة للنوم أثناء القيادة، ومع حصول طلاب الجامعة العاديين على هذا القدر من النوم، فإن المخاطر تشكل عاملاً حقيقياً للطلاب. بمجرد وصول الطالب إلى الفصل، سيؤثر الحرمان من النوم على قدرته على البقاء مستيقظًا طوال الفصل. أكثر من 50٪ من الطلاب ناموا في الفصل.

#### الانتباه والذاكرة
حتى إذا ظل الطالب مستيقظًا في الفصل، فإن قدرته على الانتباه في الفصل تتضاءل بشدة. أفاد 23.2٪ من الطلاب الذين لا يحصلون على قسط كافٍ من النوم كل ليلة أنهم يواجهون صعوبة في التركيز على الأشياء. عدم القدرة على التركيز في الفصل سيجعل الطالب يكافح في تعلم المادة، مما قد يؤدي إلى زيادة الحرمان من النوم من قضاء المزيد من الوقت في الواجبات المنزلية. تؤثر قلة النوم أيضًا على تكوين الذكريات. تشير الدراسات إلى أن نوم حركة العين السريعة له دور في تكوين الذكريات المتعلقة بالمعلومات المعقدة و «الطلاب الذين لا يحصلون على قسط كافٍ من النوم سيواجهون مشكلة في تذكر معلومات موادهم ومحاضراتهم وبالتالي ستكون عملية التعلم أبطأ». النسيان هو عرض آخر للحرمان من النوم يمكن أن يكون ضارًا للغاية، خاصة أثناء الاختبار عندما تكون الذاكرة ضرورية. بدون نوم كافٍ، «لن تتمكن الخلايا العصبية من العمل لتنسيق المعلومات بشكل صحيح، ويفقد الطلاب القدرة على الوصول إلى المعلومات التي تعلموها سابقًا.» أظهرت دراسة أجريت على طلاب الدراسات العليا في الصيدلة أن 81.7٪ من الطلاب فشلوا في الحصول على 7 ساعات من النوم في الليلة التي سبقت الامتحان.

#### يتناول الطعام
قلة النوم يمكن أن تؤدي إلى زيادة الوزن والسمنة بسبب انخفاض استهلاك الطاقة في الجسم والقدرة على التوقف عن الأكل بمجرد الشبع. قلة النوم بالإضافة إلى سوء النظام الغذائي للطالب بسبب الوقت والقيود المالية من مسببات زيادة الوزن لدى طلاب الجامعات. زيادة الوزن لدى طلاب السنة الأولى بالجامعات هي ظاهرة معروفة تسمى Freshman Fifteen في الولايات المتحدة أو Fesher Five في أستراليا أو نيوزيلندا.

### عاطفي

#### الصحة النفسية
يؤثر النوم غير الكافي على مزاج الطلاب عن طريق زيادة الانزعاج والعصبية والتأثير سلبًا على عواطفهم. تظهر الأبحاث أن الحرمان من النوم يزيد من نشاط اللوزة والذي يرتبط بالعواطف السلبية مثل الغضب والعصبية. القلق هو عرض آخر لفقدان النوم الذي يعاني منه الطلاب. تؤدي قلة النوم إلى تضخيم القلق لدى الأشخاص الذين يعانون بالفعل من مستويات متزايدة من القلق. أظهر استطلاع رأي لطلاب الجامعات في عام 2018 أن 63٪ من الطلاب شعروا «بقلق شديد». كما تم ربط الاكتئاب بالأرق. في دراسة أجريت على 1000 من الشباب الذين يعانون من مشاكل في النوم، كانوا أكثر عرضة للإصابة بالاكتئاب بأربعة أضعاف. هذه الأعراض ذات اتجاهين. ثبت أن القلق والاكتئاب يسببان الأرق، مما يعني أن هذه الأعراض يمكن أن تتفاقم.

#### العلاقات
تؤثر آثار الأرق أيضًا على العلاقات أو بالاصح نقصانها بين طلاب الجامعات. أظهرت دراسة أجرتها جامعة ولاية أوهايو أن الأزواج الذين حصلوا على أقل من 7 ساعات من النوم تفاعلوا بطريقة أكثر عدائية. كما أنهم أقل نجاحًا في حل النزاعات عند ظهورها. هذا هو تأثير من الانزعاج وضعف اتخاذ القرار الذي يظهر لدى الطلاب الذين يعانون من الحرمان من النوم. ثبت أيضًا أن الحرمان من النوم يقلل من مشاعر الامتنان، وهو جزء لا يتجزأ من العلاقة الصحية.
المزاج
وجد أن الحرمان من النوم يؤثر على الحالة المزاجية أيضًا. يظهر هذا التأثير بشكل أكثر وضوحًا في أولئك الذين يعانون من الحرمان الجزئي من النوم باستمرار، وهذا هو الحال بالنسبة للعديد من طلاب الجامعات. يشير التحليل التلوي للعديد من الدراسات المتعلقة بالحرمان من النوم إلى التقليل من أهمية آثار الحرمان الجزئي من النوم.

### أكاديمي

#### المعدل التراكمي
لقد ثبت أن النوم غير الكافي يؤثر على معدل الطالب التراكمي بنسبة تصل إلى 0.02 نقطة لكل ليلة من أيام الأسبوع ينام فيها الطالب بشكل سيء. تتشابه تأثيرات قلة النوم مع تلك الناجمة عن الإفراط في تناول المشروبات الكحولية أو العلاقات المسيئة على معدل الطلاب التراكمي إلى جانب احتمالية انسحابهم من فصل دراسي واحد أو أكثر. تساهم الأعراض المذكورة سابقًا للنوم غير الكافي في انخفاض المعدل التراكمي. تمتد العواقب من عدم التركيز الذي يؤثر على عمل الطلاب في الفصل إلى انخفاض الدافع مما يؤدي إلى ساعات أقل من الدراسة.

#### الانسحاب الاجتماعي
قد يؤدي الحرمان من النوم إلى الانسحاب الاجتماعي بسبب زيادة الشعور بالوحدة والعزلة الاجتماعية. يعد التفاعل الاجتماعي جزءًا مهمًا من حياة الطلاب في التعليم العالي ليظلوا مستقرين عاطفياً. ذكر أكثر من 64٪ من الطلاب في دراسة أجريت عام 2017 شمل 48000 طالب جامعي أنهم شعروا بالوحدة في العام الماضي كما تم ربط قلة التفاعل الاجتماعي بمستويات أعلى من القلق والاكتئاب، مما قد يؤثر سلبًا على الطلاب. يؤثر الانسحاب الاجتماعي أيضًا سلبًا على الحياة الاجتماعية لطلاب الجامعات لأنهم عندما يشعرون بالنعاس يكونون أقل عرضة للبحث عن تجارب جديدة، والتي تعد جزءًا لا يتجزأ من وقت الطالب في التعليم العالي.

## نصائح لمعالجتها وتجاوزها

### تحديد الإيقاع اليومي وتقليل الضوء الأزرق
الإيقاع اليومي هو نظام أجسامنا الذي يراقب وينظم داخليًا ساعات النوم والاستيقاظ في فترة 24 ساعة. سيقلل النوم لعدد ثابت من الساعات من الشعور بالنعاس طوال اليوم، بسبب عدد الساعات المتطلبة لجسم الطالب حتى يرتاح ويستعيد نشاطه. النوم في وقت ثابت في اليوم بنفس أهمية النوم نفس عدد الساعات كل ليلة. وفقًا لدراسة أجرتها بريغهام ومستشفى النساء، حصل الطلاب الذين لديهم جداول نوم ثابتة على درجات أفضل في المتوسط من الطلاب الذين لديهم جداول نوم غير منتظمة . قد تؤثر تغييرات الجدول الزمني على إيقاع الساعة البيولوجية، وستستغرق بعض الوقت حتى يتكيف جسمك معها.
تبعث معظم التقنيات الحديثة عبر شاشاتها الضوء الأزرق، والذي لديه القدرة على التأثير وتغيير إيقاعات الساعة البيولوجية عن طريق خداع استجابة الجسم للتغيرات الطبيعية في الضوء. كما ذكرنا سابقًا، فإن التعرض للضوء الأزرق لديه القدرة على قمع هرمون الميلاتونين، وهو هرمون يساعد في تهيئة أجسامنا للنوم. يتسبب التعرض في وقت مبكر من المساء في تأخير إطلاق الميلاتونين وبالتالي يؤثر على إيقاع الساعة البيولوجية في أجسامنا عن طريق إعادته.

### قيلولة
أخذ قيلولة خلال اليوم من اسباب تحسين الأداء على المدى القصير بالإضافة إلى استكمال ساعات النوم المفقودة.بالإضافة إلى كونها تمنع النعاس أو التعافي من النعاس عند العمل في مهمة. يجب أن تكون القيلولة من 60 إلى 90 دقيقة لأكبر قدر من الفوائد، ولكن بعد ذلك قد يؤدي إلى التأثير على إيقاع الساعة البيولوجية للشخص.  بعد القيلولة، يمكن للشخص أن يستيقظ وهو يعاني من «خمول النوم» حيث يشعر الشخص بالدوار أو الارتباك بعد الاستيقاظ.
القيلولة لها آثار إيجابية على المدى القصير، خاصة في تحسين الأداء والانتباه.  أظهرت دراسة أجريت في جامعة كاليفورنيا ، ريفرسايد أن المشاركين أجروا امتحانًا مماثلًا بعد قيلولة 90 دقيقة مقارنة بثماني ساعات كاملة من النوم. وبالمثل، أجرت وكالة ناسا دراسة شملت طياريها، حيث أدت قيلولة من 30 إلى 40 دقيقة على الأقل إلى تحسين «أداء الطيار بنسبة 34٪ ويقظتهم بنسبة 54٪».  في دراسة أخرى أجراها لاو والجزائر وفيشبين أظهرت أن الطلاب الذين أخذوا قيلولة بعد الدراسة كانوا أكثر عرضة للاحتفاظ وتذكر ما تم تعلمه. ساعدت القيلولة الطويلة والقصيرة في الاحتفاظ بالذاكرة للمواد. (Lau، H. Alger، SE، & Fishbein، W. (2011). الذاكرة العلائقية: قيلولة نهارية تسهل تجريد المفاهيم العامة. بلوس وان، 6 (11)، 1 - 6. doi: 10.1371 / journal.pone.0027139).

### تحسين بيئة غرفة النوم
يمكن للطلاب تحسين بيئات غرف نومهم لتحسين سرعة نومهم وتحسين نوعية نومهم. أظهرت الدراسات أن الضوضاء الصادرة من حركة المرور، أو الطلاب في مساكن الطلبة القريبة منهم، أو درجات الحرارة الدافئة داخل غرفة النوم قد تؤثر سلبًا على النوم. عامل سلبي آخر هو وجود الضوء الخارجي، والذي يخدع عقولنا ليعتقد أنه يقترب من النهار. يمكن للطلاب التحكم في هذه العوامل عن طريق تغيير منظم الحرارة، وحجب الصوت، وتعتيم غرفة النوم. توصي كلية الطب بجامعة هارفارد بالحفاظ على غرفة النوم بين 60 و 75 درجة فهرنهايت، باستخدام صانع ضوضاء بيضاء أو سدادات أذن، واستخدام ستائر ثقيلة «قاتمة» أو غطاء عين لخلق بيئة مثالية.

### مكملات النوم
قد تساعد مكملات النوم أيضًا في تحسين نوعية النوم من خلال توفير العناصر الغذائية للجسم للحصول على نوم أكثر راحة. المغنيسيوم معدن رئيسي يحتاجه جسم الإنسان، وزيادة المغنيسيوم من خلال المكملات الغذائية أو النظام الغذائي يمكن أن يساعد في تحسين النوم. يمكن أن تساعد مكملات الكالسيوم أو النظام الغذائي أيضًا في تحسين النوم كأحد المكونات الرئيسية للجسم لإنتاج الميلاتونين. يمكن أيضًا تناول الميلاتونين مباشرةً لتحسين النوم؛ ينصح بالتشاور مع الطبيب قبل اليد.  بالإضافة إلى ذلك، كانت هناك مكملات أخرى مثل الجلايسين وجذر فاليريان وإل ثيانين التي قد تساعد في تحسين نوعية النوم والقدرة على النوم. قبل أخذ أي مساعدات للنوم، تحدث إلى الطبيب.